# شهریارک راروتونگا
شهریارک راروتونگا (نام علمی: Pomarea dimidiata) نام یک گونه از سرده شهریارک‌های سیاه است.